# Custodie (Einheit)
Custodie (von lateinisch custodio ‚ich bewahre auf‘) war ein Volumenmaß in Deutschland für Getreide. Es wurde in Großen und Kleinen Custodie unterschieden.
- 1 (Kleiner) Custodie = 755 Liter
- 1 (Großer) Custodie = 982 Liter